# Saprolochus tambopatae
Saprolochus tambopatae är en skalbaggsart som beskrevs av Zdzisława Stebnicka och Eduardo Galante 2007. Saprolochus tambopatae ingår i släktet Saprolochus och familjen Aphodiidae. Inga underarter finns listade i Catalogue of Life.